# گوران بوگدان
گوران بوگدان (کرواتی: Goran Bogdan؛ زادهٔ ۲ اکتبر ۱۹۸۰) بازیگر اهل کرواسی است.

## گزیدهٔ نقش‌آفرینی‌ها
- ۲۰۱۷ - فارگو (فصل سوم)
- ۲۰۱۵ - زندگی روزمره ما
- ۲۰۱۲ - خولتسیوس و پلیکان کامپنی